# 托木斯克區

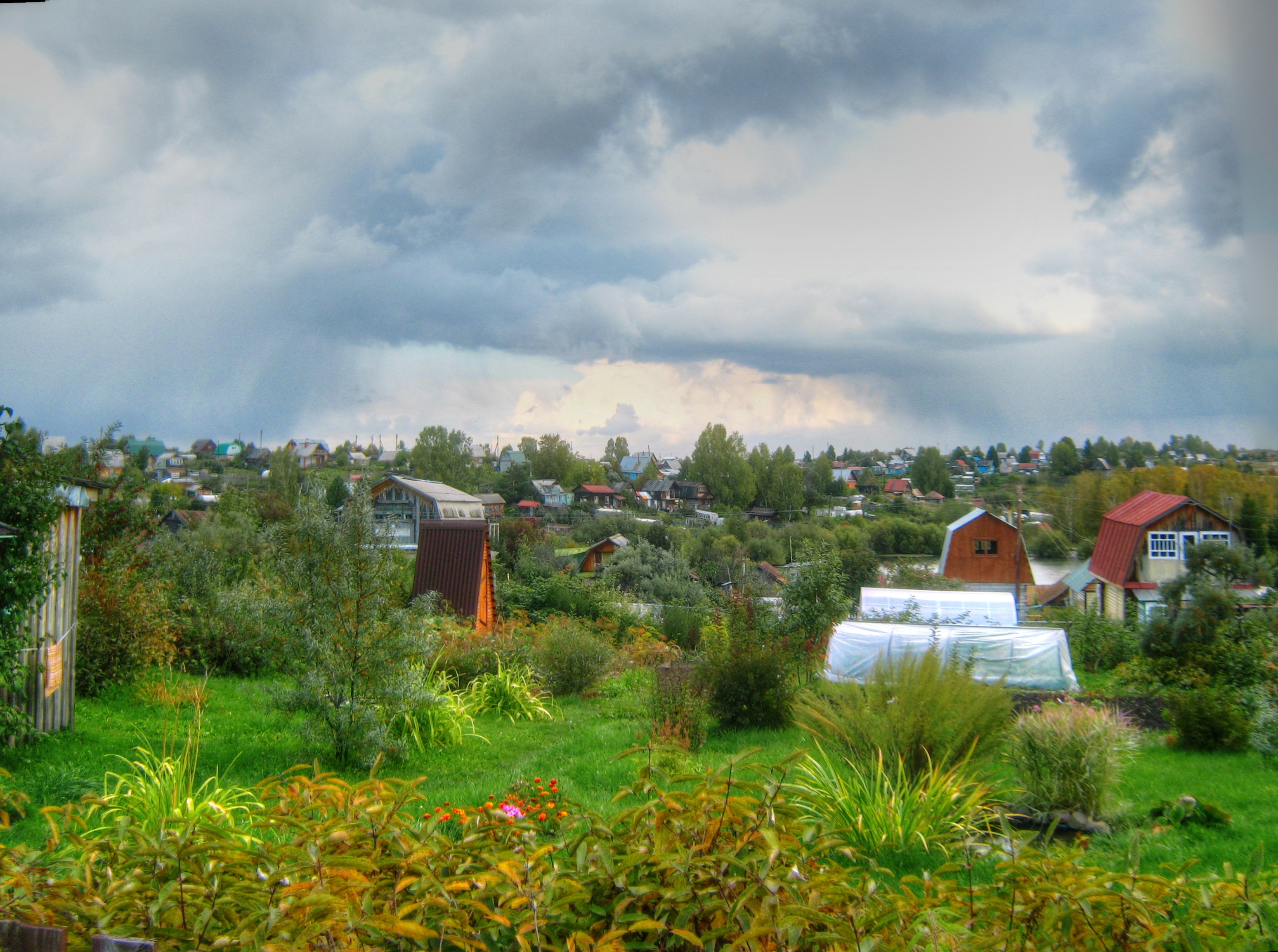

56°30′N 84°58′E / 56.500°N 84.967°E
托木斯克區（俄语：Томский район），是俄羅斯的一個區，位於該國中南部，由托木斯克州負責管轄，面積10,064.2平方公里，2010年該區人口68,652，人口密度每平方公里6.82人。